# Ильенков, Павел Антонович
Павел Антонович Ильенков (1821 — 27 июня (9 июля) 1877) — русский химик-технолог. С 1845 года работал в Петербургском университете, в 1865—1875 годах — в Петровской земледельнической и лесной академии. Автор одного из первых руководств — «Курса химической технологии» (1851), в котором были описаны существовавшие на то время химические производства.

## Биография
После завершения обучения, в 1839 году, в Нижегородской гимназии поступил в Императорский Санкт-Петербургский университет — год учился «по математическому разряду». По окончании, со степенью кандидата, в 1843 году курса по реальному отделению физико-математического факультета Санкт-Петербургского университета Ильенков был отправлен для изучения технической химии и технологии за границу, где провел два года, слушая в Берлине лекции знаменитых профессоров: Дове, Магнуса, Митчерлиха, Густава и Генриха Розе; в Гиссене занимался у Либиха, а затем посетил Париж, где слушал Ж. Б. А. Дюма, М. Э. Шевреля, Т.-Ж. Пелуза, изучая на фабриках и заводах Парижа технические процессы заводского производства. За диссертацию «Рассуждения о химическом процессе приготовления сыров» (1847) он стал в Санкт-Петербургском университете магистром технологии, которую тогда же ему поручено было читать студентам камерального отделения. Отсутствие всяких учебных пособий при университете затрудняло чтение лекций, не давая возможности сопровождать лекции необходимыми опытами и демонстрациями. Только в 1849 году, по настояниям Ильенкова, и отчасти на его средства, учреждена была при университете техническая лаборатория, при которой им открыты практические занятия студентов реального отделения. В апреле 1850 года Ильенков был утверждён экстраординарным профессором по кафедре технологии.
В 1855 году П. А. Ильенков оставил Санкт-Петербургский университет и поступил на сахарный завод графа А. Бобринского в Тульской губернии. С 1861 года принимал деятельное участие в подготовке к открытию в Москве Петровской земледельческой и лесной академии и с момента её открытия в 1865 году до 1875 года был профессором и заведующим кафедрой органической и агрономической химии. В 1865 году П. А. Ильенков был признан Санкт-Петербургским университетом доктором технологии за диссертацию «Исследования о возможности употребить молочную кислоту для извлечения углекислой извести из костяного угля», оппонентами на защите которой были Д. И. Менделеев, А. А. Воскресенский и Н. Н. Соколов.
Похоронен на Владыкинском кладбище.

## Труды
Лучшим трудом П. А. Ильенкова, в своё время, считался «Курс химической технологии» (в 2-х т. — СПб., 1851), дополненный Е. Андреевым (2-е изд., СПб., 1861).
Также:
- «Ueber die fluchtiget organischen Sauren im Kase» (совместно с Ласковским, в «Annalen d. Chemie u. Pharmacie», т. LV, 1845),
- «Ueber Failnissproducte des Thierscaseins» (там же, 1847, LXIII);
- «Исследование об определении степени уплотнения массы в пороховых зернах» («Артиллерийский Журнал», 1854);
- «Лекции агрономической химии» (М., 1872),
- Перевод на русский язык «Химию» Ю. Либиха.